# Bleiksøya
Bleiksøya – bezludna wyspa w północnej Norwegii, w gminie Andøy, na Morzu Norweskim.
Najwyższy punkt wyspy osiąga wysokość 158 m n.p.m. Gniazduje na niej około 80 000 par maskonurów oraz m.in. kormorany, alki, nurzyki i nurniki. 
Wyspa wraz z okolicznymi wodami i wysepkami stanowi rezerwat przyrody o powierzchni 393 hektarów, z czego 145 stanowią obszary lądowe.

## Galeria

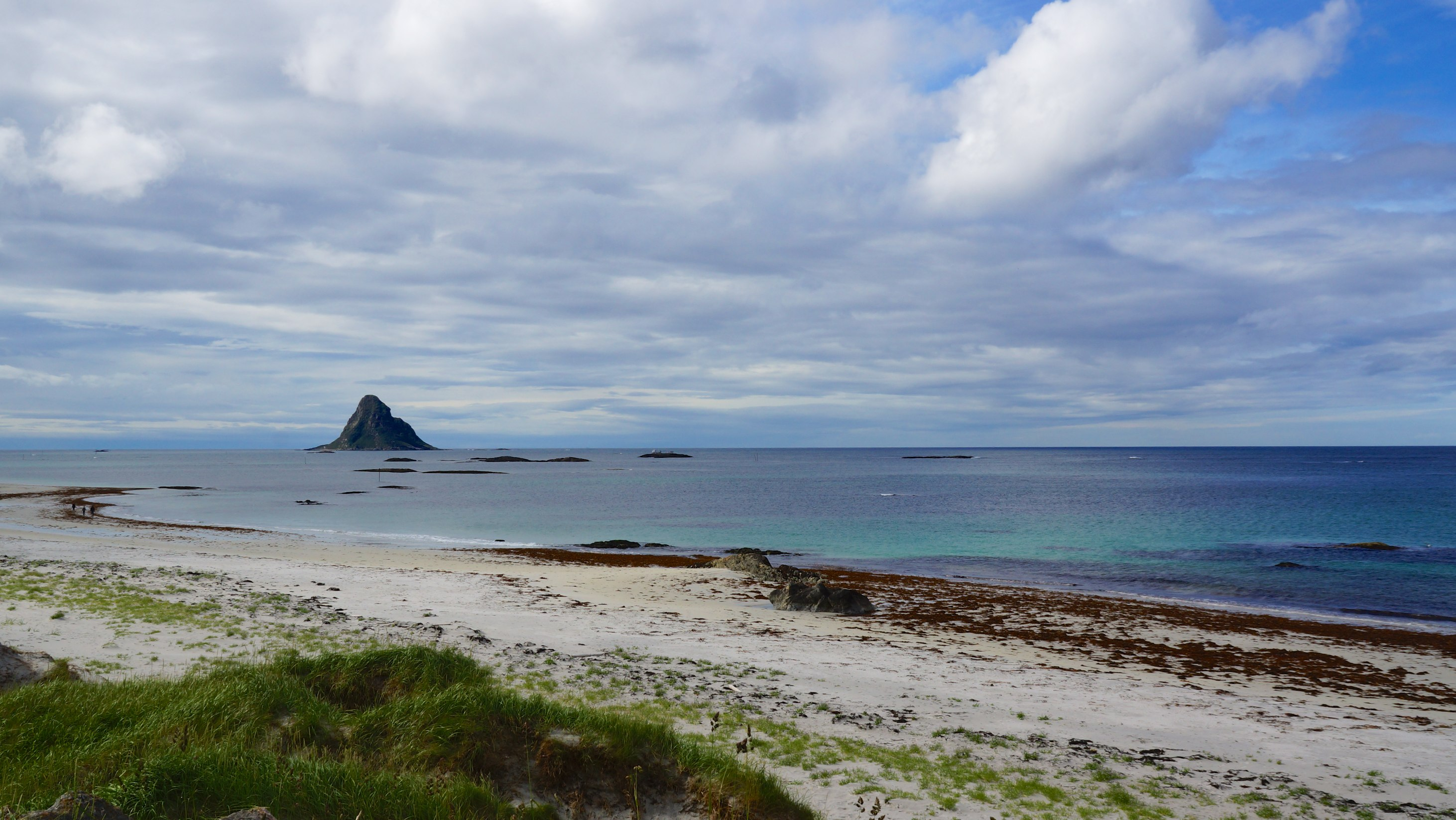
Bleiksøya widoczna z brzegów wyspy Andøya
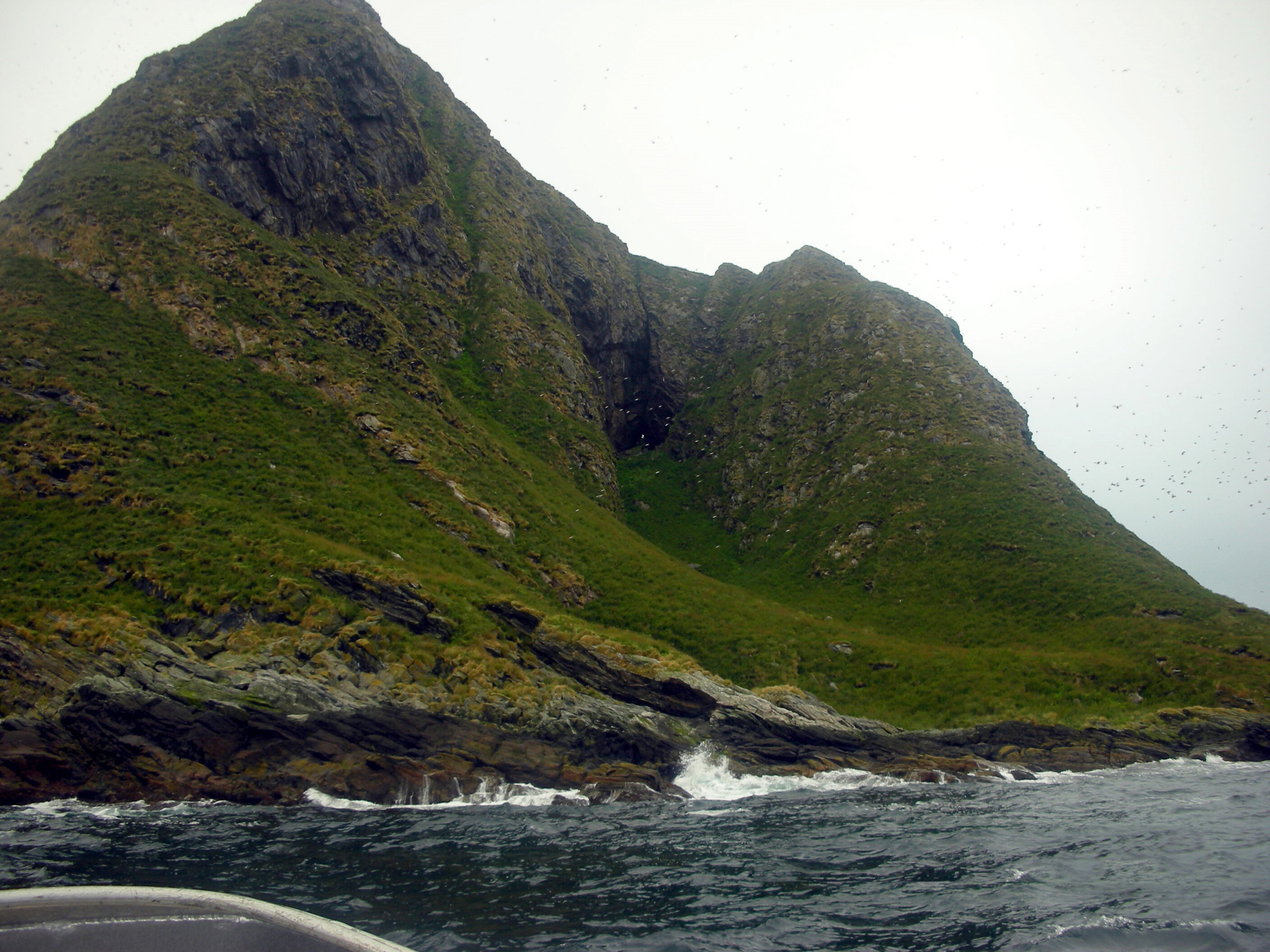
Wyspa z bliska
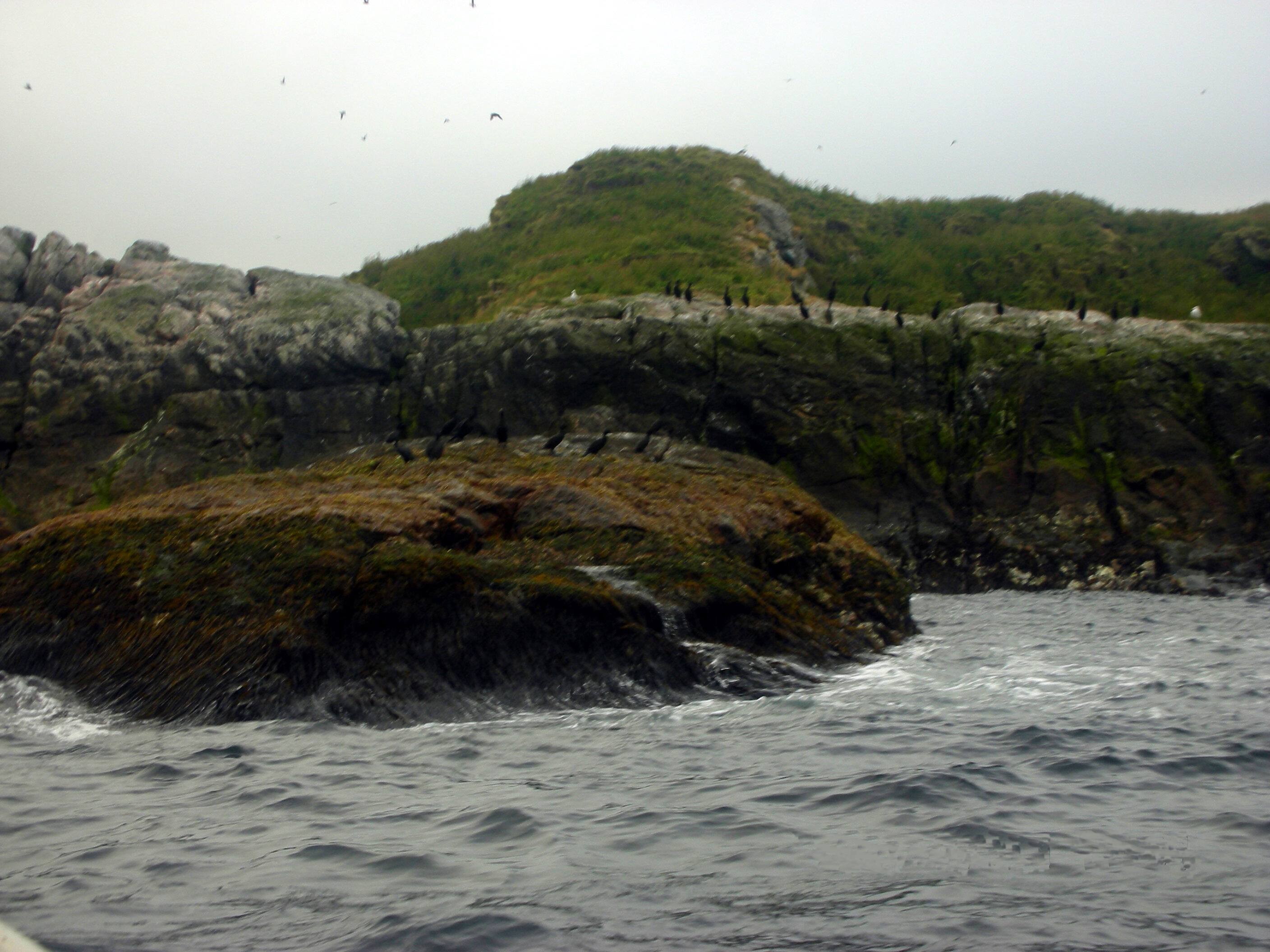
Kormorany na Bleiksøi